# Dungeon Siege II
Dungeon Siege II desarrollado por Gas Powered Games y distribuido por Microsoft Studios, es un videojuego de rol secuela de Dungeon Siege. Fue lanzado al mercado el 16 de agosto de 2005 en Estados Unidos y el 2 de septiembre de 2005 en Europa.
El juego fue considerado "Mejor juego de rol de 2005" según la revista PC Gamer US's. 

## Gameplay
A diferencia del primer Dungeon Siege, esta segunda parte tiene varias opciones para que el jugador pueda elegir un combate más estratégico o más enfocado a la acción.
Otro cambio es un sistema de poder de héroe: habilidades especiales para usar en situaciones difíciles. Cada poder tiene 3 niveles, cada cual más poderoso.
Además de los miembros del equipo el jugador puede comprar mascotas para que le acompañen en su aventura. Las mascotas crecen si las das de comer y según crecen obtienen nuevos ataques o auras.
El sistema mágico no ha cambiado. Los magos de combate se centran en dañar y debilitar a los enemigos, mientras que los magos de la naturaleza se centran en curar y reforzar al equipo.

### Multiplayer
Dungeon Siege II soporta un Multiplayer cooperativo de hasta 8 jugadores.

## Argumento
En principio el jugador es un simple mercenario al servicio del cruel señor de la guerra llamado Valdis, pero tras atacar un templo guardado por driades, es traicionado por su jefe.
Las driades le perdonan la vida a condición de que las ayude a luchar contra Valdis y los magos oscuros que le siguen. El jugador descubre que él mismo está infectado con una plaga creada por estos magos, pero al beber agua de una capilla sagrada se cura y decide volver a su pueblo.
Camino a casa el jugador descubre que el fin de la primera era fue causada por el choque entre la Espada del dios oscuro Zaramoth y el Escudo del buen dios Azunai. Valdis quiere reunir estas dos reliquias de nuevo.
El jugador decide encontrar primero las piezas del escudo y llevárselas a los gigantes para que lo reparen.

## Recepción
El juego recibió buenas críticas y tuvo un 80 en Metacritic.